# Spiraea calcicola
Spiraea calcicola är en rosväxtart som beskrevs av William Wright Smith. Spiraea calcicola ingår i släktet spireor, och familjen rosväxter. Inga underarter finns listade i Catalogue of Life.